# Charles Bunyan (1892–1975)
Charles Bunyan Jr. (ur. 22 listopada 1892, zm. 1975 w Nottingham) – angielski piłkarz i trener. W trakcie swojej kariery występował w angielskim klubie Chelsea. Był synem Charlesa seniora i bratem Maurice’a.